# Лабыкин, Александр Рудольфович
Александр Рудольфович Лабыкин (8 октября 1968 год, г. Тюмень.) – телерадиоинтернетжурналист. 

## Биография
С 1969 года жил в поселке Стрежевой (г. Стрежевой) Томской области СССР. С 1986 по 1989 служба в Морских частях погранвойск КГБ СССР.  В 1991 году переезжает в Тюмень. На телевидении ГТРК «Регион-Тюмень» с 1993 года. Корреспондент, ведущий программы «Город» Городской редакции Государственной телерадиокомпании «Регион-Тюмень» (1993 – 2003 гг.). Заместитель начальника Службы информации ТВ, шеф-редактор программы «ВЕСТИ. Регион-Тюмень» (2003 – 2008 гг.). С 2008 по 2019 гг. работал первым заместителем директора Государственной телерадиокомпании «Регион-Тюмень» ( первый заместитель директора филиала ФГУП ВГТРК). с февраля 2019 года работает начальником отдела производства мультимедиа-контента ГАУ ТО ТРИА "Тюменьмедиа". 

### Семья
Женат. Имеет дочь.

## Творчество
Автор и ведущий телевизионных программ «Город», «Луна-парк», «Столица». Автор цикла спецрепортажей о тюменском севере. Автор фильмов «Путешествие за большой рыбой», «Тадэбе», «Эпоха настоящих мужчин», «Луна украла шкуру нерпы». Неоднократный победитель и участник всероссийских и региональных телевизионных фестивалей в разных номинациях. Победитель в номинации «Альтернативный взгляд» 21 Международного экологического телефестиваля «Спасти и сохранить» за цикл информационных репортажей (г. Ханты-Мансийск ЯНАО). Фильм «Тадэбе» - дипломант всероссийского фестиваля «Человек и Вера».

## Награды и признания
- Имеет звание «Журналист Сибири» на всероссийском фестивале «Сибирь – территория надежд»
- Награжден дипломом и получил высокое звание «Золотое перо России» от Союза журналистов РФ.